# Plethodon petraeus
Espèce
Statut de conservation UICN

 VU D2 : Vulnérable
Plethodon petraeus est une espèce d'urodèles de la famille des Plethodontidae.

## Répartition
Cette espèce est endémique de Géorgie aux États-Unis. Elle se rencontre entre 220 et 570 m d'altitude dans les comtés de  Walker et de Chattooga.

## Description
Les mâles mesurent de 56,0 à 80,0 mm et les femelles de 65,4 à 84,3 mm.

## Étymologie
Son nom d'espèce, du grec ancien πέτρα, pétra, « pierre, rocher », lui a été donné en référence au substrat sur lequel elle a été trouvée.

## Publication originale
- Wynn, Highton & Jacobs, 1988 : A new species of rock-crevice dwelling Plethodon from Pigeon Mountain, Georgia. Herpetologica, vol. 44, no 2, p. 135-143.